# Кольпоциклоп прісноводний
Кольпоциклоп прісноводний (Colpocyclops dulcis) — вид ракоподібних з родини Cyclopidae. Корисний компонент мейофауни.

## Морфологічні ознаки
Загальна довжина самиці без апікальних щетинок фуркальних гілок 744–850 мкм, самця — 498–517 мкм Для роду є характерним дещо клиноподібний передній край синцефалона, видовжене струнке тіло, видовжені яйцеві мішки, модифіковані олігомеризовані максили, особливо сильно гіпертрофований базис, перетворений на потужний прикріпний орган. Вид являє собою унікальний випадок переходу до паразитичного або коменсального способу живлення від звичайного для всіх груп циклопід збирального типу живлення. Унікальною ознакою роду Colpocyclops є повна відсутність максилипед.

## Поширення
Ареал: Нижній Дніпро, звідки був занесений у нижні водосховища Дніпра: Каховське, Кам'янське, Запорізьке, Кременчуцьке і Канівське. В Україні чисельність виду незначна.

## Особливості біології
Мейобентичний вид, населяє піщані або трохи замулені ґрунти на різних глибинах. Витримує значне зменшення солоності води, майже до прісної (0,56–1,51‰), що дало йому можливість освоїти нижні водосховища Дніпра.

## Загрози та охорона
Занесений до Червоної книги Чорного моря.